# Lordotus miscellus
Lordotus miscellus är en tvåvingeart som beskrevs av Daniel William Coquillett 1887. Lordotus miscellus ingår i släktet Lordotus och familjen svävflugor. Inga underarter finns listade i Catalogue of Life.